# Lucas de Figueroa y Mendoza
Lucas de Figueroa y Mendoza est un militaire du XVIIe siècle, gouverneur de Tucumán entre 1662 et 1663.

## Biographie
Lucas de Figueroa y Mendoza est né à Santiago del Estero. Il est seigneur du ranch Maquijata, encomendero de la ville de Collagasta et résident de cette capitale. Il fut un collaborateur fidèle du gouverneur Alonso Mercado y Villacorta, qui l'élèvee au rang de maître de terrain.
Il participe à de nombreuses batailles contre les indigènes au cours desquelles il fait preuve de courage, notamment lors du soulèvement calchaquí dans lequel plusieurs nations se sont affrontées.
Lorsque Jerónimo Luis de Cabrera y Garay était gouverneur, il envoie Figueroa y Mendoza comme procureur général de la province à Potosí pour demander l'aide du vice-roi et de la Cour royale pour financer cette campagne de guerre contre les indigènes.
À la mort de Cabrera, la Cour Royale de Charcas le nomme gouverneur, avec la ratification du vice-roi, en tenant compte de tous ses mérites. Figueroa y Mendoza épouse Andrea de Andrada y Sandoval.